# 1484 Postrema
1484 Postrema è un asteroide della fascia principale del diametro medio di circa 43,18 km. Scoperto nel 1938, presenta un'orbita caratterizzata da un semiasse maggiore pari a 2,7383522 au e da un'eccentricità di 0,2051874, inclinata di 17,28499° rispetto all'eclittica.
L'asteroide prende il nome dalla parola latina che indica l'ultimo membro di un gruppo, in quanto fu l'ultimo corpo celeste scoperto da Neujimin ad essere numerato. Questa dichiarazione fu veritiera soltanto fino al 1955, anno di pubblicazione del nome da parte del Minor Planet Center. In realtà l'ultimo corpo celeste ad essere scoperto da Neujimin fu 2536 Kozyrev, mentre quello con il più alto numero progressivo è 4420 Alandreev.